# قناصة
قَنَّاصَة أو جناحي الأنف (الاسم العلمي: Rhinoptera)، جنس من الشفنينيات تُعرف باسم شفنينيات أنوف البقر. هذا الجنس هو العضو الوحيد في فصيلة
القناصات (Rhinopteridae).

## الأنواع
يوجد حاليًا 8 أنواع موجودة (حية) معترف بها في هذا الجنس:
- غرابي يوهانس بيتر مولر & فريدرش غوستاف ياكوب هنلي, 1841 (شفنين أنف البقرة الخشن)
- Rhinoptera bonasus (Mitchill, 1815) (شفنين أنف البقرة)
- Rhinoptera brasiliensis يوهانس بيتر مولر, 1836 (شفنين أنف البقرة البرازيلي)
- Rhinoptera javanica يوهانس بيتر مولر & فريدرش غوستاف ياكوب هنلي, 1841 (شفنين سديلي الأنف)
- Rhinoptera jayakari جورج ألبرت بولينغر, 1895 (شفنين أنف البقرة العماني)
- Rhinoptera marginata (إيتيان جوفري سانت هيلار, 1817) (شفنين أنف البقرة اللوستياني)
- Rhinoptera neglecta J. D. Ogilby, 1912 (شفنين أنف البقرة الأسترالي)
- Rhinoptera steindachneri بارتون وارين إيفيرمان & O. P. Jenkins, 1891 (شفنين أنف البقرة المحيط الهادي)

هناك العديد من الأنواع الأخرى المنقرضة التي لا تُعرف إلا من بقايا الأحفوريات:
- †Rhinoptera prisca Woodward, 1907
- †Rhinoptera rasilis Böhm, 1926
- †Rhinoptera raeburni White, 1934
- †Rhinoptera schultzi Hiden, 1995
- †Rhinoptera sherborni White, 1926
- †Rhinoptera smithii Jordan & Beal, 1913
- †Rhinoptera studeri لويس أغاسيز, 1843
- †Rhinoptera woodwardi Agassiz, 1843